# Józef Różański
Józef Różański est un officier polonais du  NKVD soviétique et membre du ministère de la Sécurité publique (MBP) polonais.
Né Josek Goldberg le 13 juillet 1907 à Varsovie et mort le 21 août 1981 dans cette même ville, il est personnellement impliqué dans la torture et l'assassinat de dizaines d'opposants à la République populaire de Pologne, y compris des anticommunistes et des « soldats maudits ». Il devient ainsi l'un des officiers de la police secrète les plus brutaux de Varsovie. 